# اقتصاد لیتوانی
اقتصاد لیتوانی لیتوانی یکی از کشورهای عضو اتحادیه اروپاست و بزرگترین اقتصاد در میان  کشورهای حوزه دریای بالتیک محسوب می‌شود. لیتوانی اولین کشوری بود که در سال ۱۹۹۰ میلادی از شوروی مستقل شد و خیلی سریع از اقتصاد دستوری به سمت اقتصاد بازار حرکت کرد و پس از آن بود که در کنار دو کشور دیگر حوزه دریای بالتیک رشد سریعی را تجربه کرد و به ببر بالتیک مشهور شد.  در سال ۲۰۰۷ میلادی شد تولید ناخالص داخلی به بالاترین حد خود یعنی ۱۱.۱ رسید. 